# Diament radży (film)
Diament radży – polski film przygodowy z 1971 w reżyserii Sylwestra Chęcińskiego, zrealizowany na podstawie opowiadania słynnego brytyjskiego pisarza Roberta Louisa Stevensona pod tym samym tytułem.

## Fabuła
Brytyjski generał Thomas Vandeleur przywozi z Indii cenny klejnot zwany „diamentem radży”. Pewnej nocy kosztowny kamień wykrada żona generała, która spiskuje przeciw niemu. Odbywa się pełne niezwykłych perypetii poszukiwanie drogocennego diamentu.

## Obsada
- Władysław Hańcza – generał Thomas Vandeleur
- Ewa Wiśniewska – lady Klara Vandeleur, żona generała
- Janusz Kłosiński – Vandeleur, były dyktator Paragwaju, brat generała
- Krzysztof Wakuliński – Harry Hartley, sekretarz lady Klary
- Tadeusz Pluciński – Charlie Pendragon, brat lady Klary
- Czesław Wołłejko – książę Floryzel Czeski
- Anna Dymna – córka Vandeleura, byłego dyktatora
- Jerzy Karaszkiewicz – pastor
- Edward Linde-Lubaszenko – pastor
- Henryk Hunko – policjant udający kelnera
- Gustaw Korn – kelner
- Zdzisław Kuźniar – ogrodnik pastora
- Władysław Dewoyno
- Mieczysław Łoza

## Obsadadubbingu
- Igor Przegrodzki – książę Floryzel Czeski (tylko głos; rola Cz. Wołłejko)
- Witold Pyrkosz – pastor (tylko głos; rola J. Karaszkiewicza)